# 태풍 메기 (2010년)
태풍 메기(태풍 번호: 1013, JTWC 지정 번호: 15W, 국제명: MEGI, 필리핀 기상청(PAGASA) 지정 이름: Juan)는 2010년에 북서태평양에서 발생한 13번째 태풍이다. 2000년대 들어 처음으로 중심 기압이 900 hPa 아래로 떨어진 885 hPa (대한민국 기상청은 890 hPa로 해석)이 관측되었고 이는 1991년의 제28호 태풍 유리 이후 19년만의 일이었다. 또한 태풍 메기는 10분최대풍속은 125 kt (230 km/h, 145 mph)을 기록하여 같은 수치가 관측된 1982년의 태풍 베스 이후 28년 만에, 중심기압은 880 hPa를 기록한 1984년의 태풍 바네사 이후 26년 만에 강력한 태풍이 되었다. 풍속 125 kt가 기록된 태풍 메기는 북서태평양에서 1979년의 태풍 팁 다음인 2번째로 강한 태풍으로 랭크되었다. 태풍이 상륙한 필리핀과 중국 대륙, 상륙하지 않았지만 대만에서도 큰 피해가 발생하였다.

## 태풍의 진행

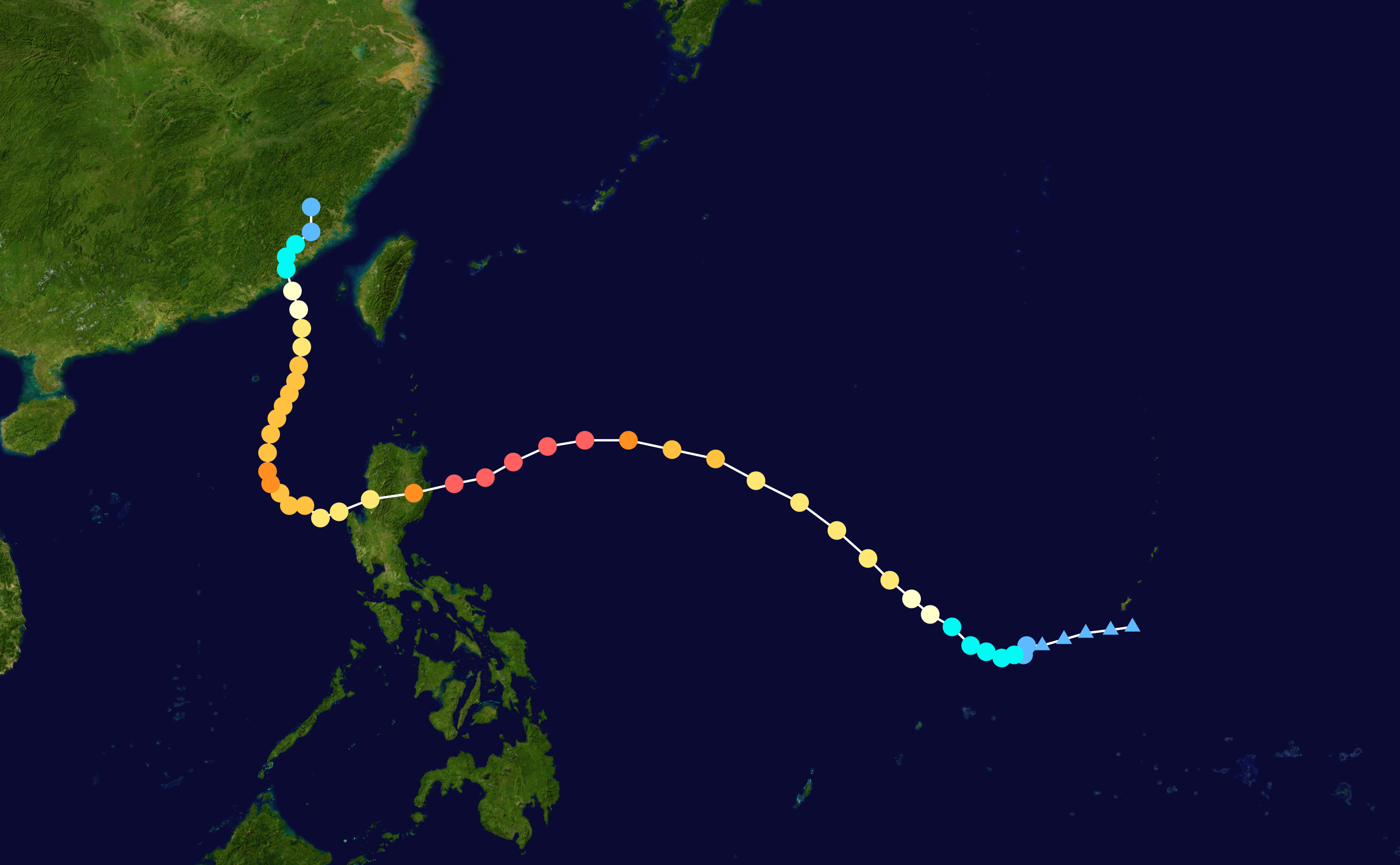
태풍 메기의 이동 경로

2010년 10월 13일 오후 3시 미국령 괌 부근 해상에서 있던 열대 저기압에 일본 기상청의 태풍 발생 예보가 내려졌다. 같은 날 오후 9시, 그 열대 저기압은 미국 괌 서남서쪽 약 470 km 부근 해상에서 제13호 태풍 메기로 명명되었다. 태풍 명명 당시에는 중심 기압 1002 hPa, 최대 풍속 18m/s, 강풍 반경 약 200 km, 강도 ‘약’, 크기 소형의 태풍(열대폭풍)이었다.
발생 초기에는 느리게 발달하면서 서북서진하던 태풍이 10월 15일 오전 3시가 되자 중심 기압 985 hPa, 최대 풍속 27 m/s, 강풍 반경 약 280 km, 강도 ‘중’, 크기 소형의 태풍(강한 열대폭풍)으로 발달하였다. 같은 날 오전 9시에는 중심 기압 975 hPa, 최대 풍속 34 m/s, 강풍 반경 약 320 km, 강도 ‘강’, 크기 중형의 태풍으로 급격히 발달하였다. 10월 17일 오전 3시에는 중심 기압 940 hPa, 최대 풍속 46 m/s, 강풍 반경 500 km, 강도 ‘매우 강’, 크기 대형의 태풍으로 더욱 발달하였고, 서북서진하던 진로를 틀어 필리핀 북부를 향하여 서진하기 시작하였다.
10월 17일 오후 9시에는 태풍 메기의 중심 기압이 895 hPa로 해석되어, 2000년대 들어 처음으로 중심 기압이 800 hPa대로 진입한 태풍으로 기록되었다. 이후 중심 기압이 계속 떨어지다가, 일본 기상청 기준으로 10월 18일 오전 9시에 중심 기압이 885 hPa로 떨어지면서, 정점을 이루었다. 이 때 태풍 메기는 태풍으로서 가장 강한 시기를 맞이하였으며, 최대 풍속은 125 kt (약 65 m/s), 크기(직경)는 1040 km로 대형의 맹렬한 태풍이 되었다.
18일 오후에 필리핀 루손섬에 상륙하여, 섬을 동에서 서로 관통하면서 강도 ‘강’의 태풍으로 약화되었다. 하지만 10월 19일 오전에 남중국해 해상으로 진출, 하루 종일 정체하면서 매우 강한 태풍으로 재발달하였다. 10월 20일 오후 들어 중국 남동부를 향하여 북진하기 시작하였다.
북진하면서 육상에 가까워진 태풍은 점차 약화되었고, 10월 23일 오후 3시를 전후하여 중국 남동부에 상륙하였다. 육상에 상륙한 태풍은 급격히 약화되어 10월 24일 오전 3시에 중국 산터우 북동쪽 약 220 km 부근 육상에서 열대저압부로 약화되었다.
태풍 메기(MEGI)는 대한민국에서 제출하였으며 메기를 의미한다.
| 순위 | 태풍번호                                          | 태풍이름                                                            | 최대풍속 (10분 평균) |
| ---- | ------------------------------------------------- | ------------------------------------------------------------------- | -------------------- |
| 1위  | 5915 6118                                         | 베라 낸시                                                           | 150 kt               |
| 2위  | 5914 7920                                         | 사라 팁                                                             | 140 kt               |
| 3위  | 8210 1013 1330                                    | 베스 메기 하이옌                                                    | 125 kt               |
| 4위  | 8122 8221 8422 8522 9019 9128 1614 1618 2019 2102 | 엘시 맥 바네사 닷 플로 유리 므란티 차바 고니 수리개                 | 120 kt               |
| 5위  | 1328 1419 1422 1504 1513 1622 1825 1826 1923 2114 | 레끼마 봉퐁 하구핏 마이삭 사우델로르 하이마 콩레이 위투 할롱 찬투   | 115 kt               |
| 6위  | 0918 1216 1217 1319 1413 1420 1506 1521 1601 1822 | 멜로르 산바 즐라왓 우사기 제너비브 누리 노을 두쥐안 네파탁 망쿳     | 110 kt               |
| 7위  | 1808 1821 1824 1902 1909 1919 2010 2116 2122 2211 | 마리아 제비 짜미 우딥 레끼마 하기비스 하이선 민들레 라이 힌남노     | 105 kt               |
| 8위  | 1408 1507 1511 1515 1516 1524 1620 1721 1921 2121 | 너구리 돌핀 낭카 고니 앗사니 곳푸 송다 란 부알로이 냐토             | 100 kt               |
| 9위  | 1119 1418 1526 1527 1616 1621 1705 1718 1913 2009 | 날개 판폰 인파 멜로르 말라카스 사리카 노루 탈림 링링 마이삭         | 95 kt                |
| 10위 | 1324 1326 1409 1502 1509 1525 1610 1928 2018 2201 | 다나스 위파 람마순 히고스 찬홈 참피 라이언록 간무리 몰라베 말라카스 | 90 kt                |

## 기록
태풍 메기는 2000년대 들어 처음으로 중심 기압이 900 hPa 미만, 즉 800 hPa대로 진입한 태풍이다. 이 기록은 1991년 제28호 태풍 유리(YURI)의 중심 기압이 895 hPa에 도달한 이후 19년 만에 있는 일이다. 태풍 메기가 최성기를 맞이하였을 때, 중심 기압이 885 hPa로 해석되었다. 이로써 태풍 메기가 1983년 제10호 태풍 포러스트(FORREST, 최성기 때 중심 기압 885 hPa) 이후 27년 만에 가장 강력한 태풍으로 기록되었다.
한편, 대한민국 기상청은 보도 자료를 통해 1990년 제19호 태풍 플로(FLO, 최성기 때 중심 기압 890 hPa) 이후 태풍 메기가 가장 강력한 태풍이라고 하였다. 하지만 일본 기상청이 10월 18일 오전 9시 태풍 메기의 중심 기압을 885 hPa로 해석한 반면에, 대한민국 기상청은 중심 기압을 890hPa로 해석하였기 때문에 대한민국 기상청은 자신들의 해석을 토대로 이와 같은 보도를 낸 것이다. 이러한 기록 상 차이는 하나의 태풍에 대한 두 기관의 해석 차이로 볼 수 있다.

## 피해

### 필리핀
태풍 메기가 상륙한 필리핀에서 큰 피해가 발생하였다. 36명의 사망자가 발생하였고, 수확을 앞둔 논 15만 7천 헥타르가 태풍의 영향 경로에 포함돼 쌀 생산량이 60만 톤가량 줄어들 것으로 전망했다.

### 베트남
베트남에서는 태풍의 간접 영향으로 인한 폭우와 홍수 때문에, 34명이 사망하고 20여 명이 실종되었으며, 12만 명이 넘는 이재민이 발생하였다.

### 타이완
최소 13명이 사망하고, 20명이 실종되었다.

### 중국 본토
최소 23명이 사망, 42명이 실종되었다고 중국 언론이 보도했다

## 관련 사진

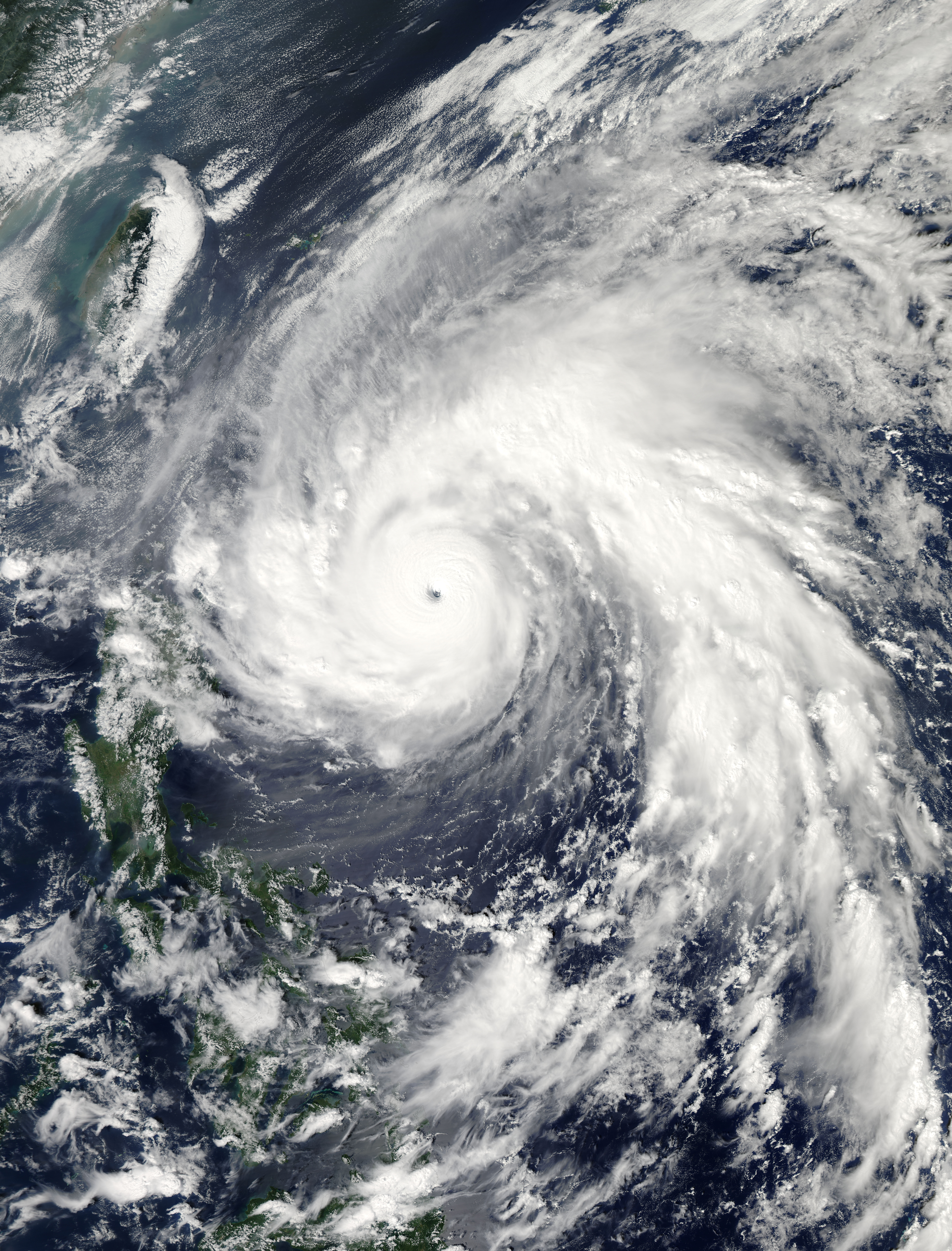
10월 17일, 필리핀 동쪽 먼 해상
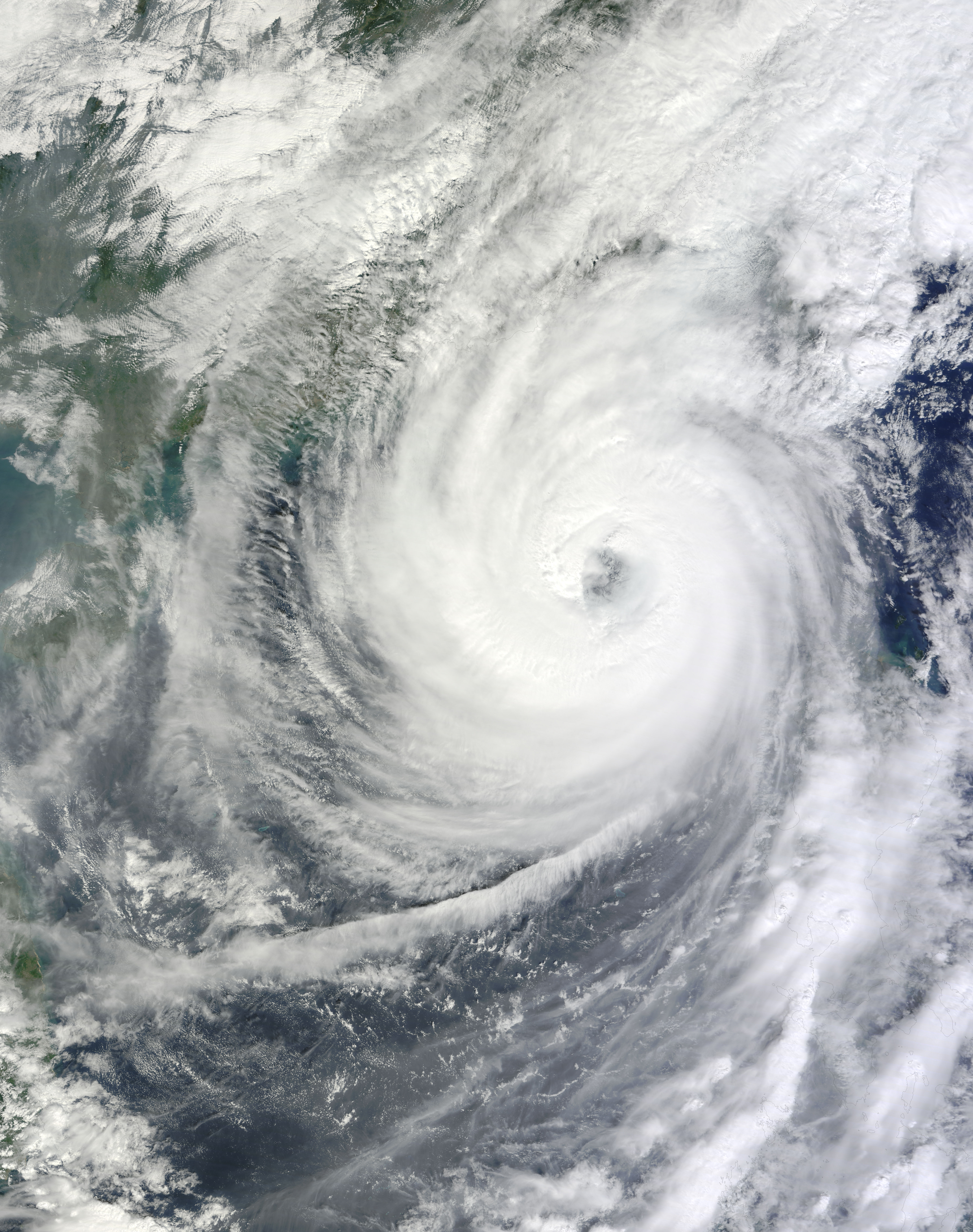
10월 21일, 필리핀 서쪽 해상
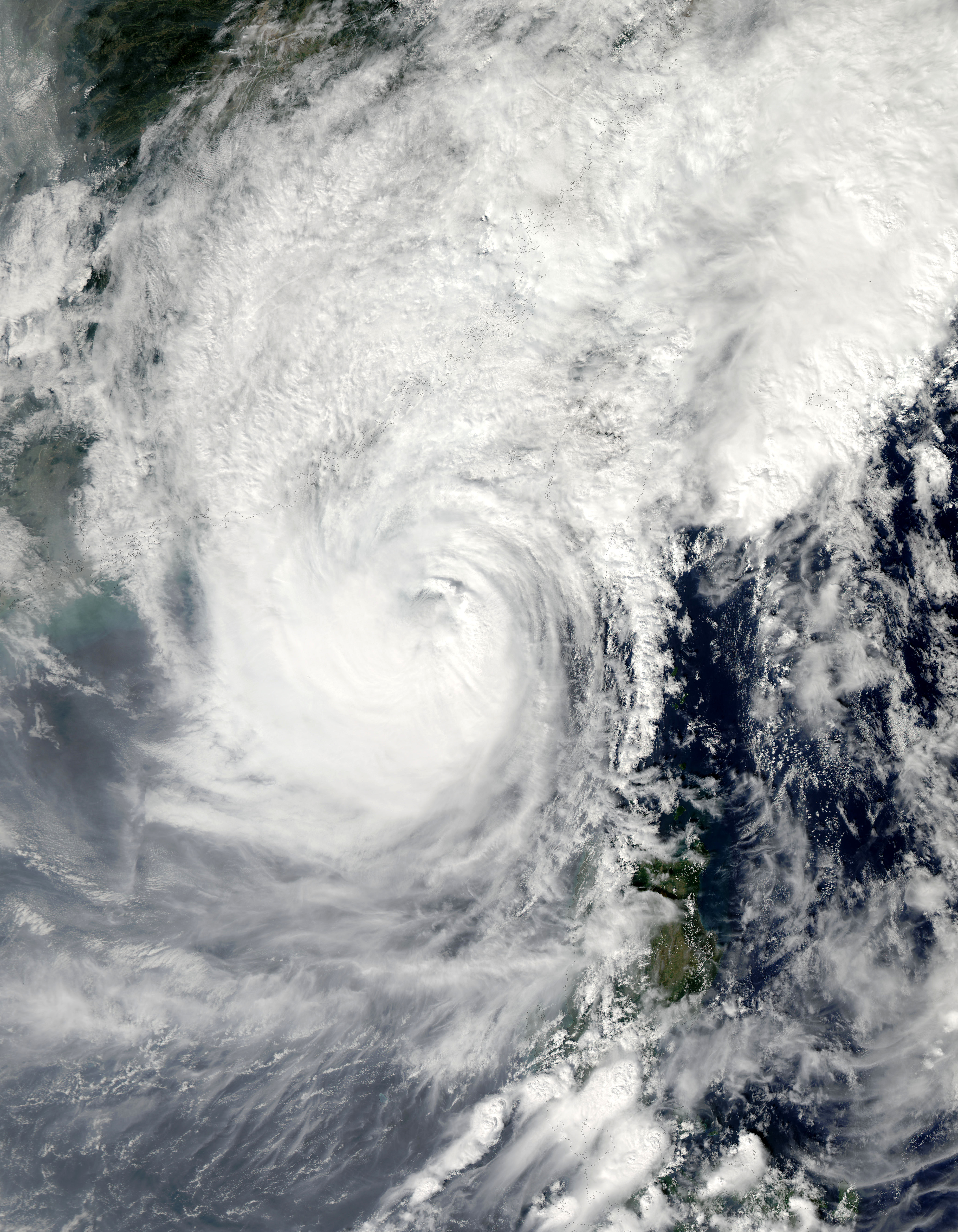
10월 22일, 중국 남동부로 향하는 태풍 메기

## 같이 보기
- 2010년 태풍
- 태풍 팁